# Hugh Fisher (calciatore)
Hugh Fisher (Glasgow, 9 gennaio 1944) è un ex calciatore scozzese, di ruolo centrocampista.

## Carriera
Nativo di Glasgow, figlio del calciatore professionista Peter Fisher, attivo negli anni '30 del XX secolo in Scozia e Inghilterra, si formò calcisticamente nel Gowan Bank. Passò poi nell'agosto 1962 al Blackpool, club della massima serie inglese, militandovi sino al marzo 1967, quando fu ceduto per £35.000 al Southampton, voluto dall'allenatore dei Saints Ted Bates che lo aveva visto in azione il 31 dicembre precedente nella partita contro i Tangerines, terminata 5-1 a loro favore.
Fisher si impose in breve tempo tra i titolari del centrocampo ma il 2 ottobre 1971 si ruppe una gamba in una azione di gioco, infortunio che lo tenne lontano dai campi per quasi un anno. Con i Saints retrocesse in cadetteria al termine della First Division 1973-1974, riuscendo però a vincere la FA Cup 1975-1976, ove pur non giocando la finale, contribuì alla vittoria della coppa grazie alla rete segnata contro l'Aston Villa nei trentaduesimi di finale. Giocò anche nella FA Charity Shield 1976, subentrando a Mel Blyth, contro il Liverpool, che si impose per 1-0. 
Nell'estate 1975 viene ingaggiato in prestito dai Denver Dynamos, franchigia statunitense della NASL. Con la squadra di Denver non riuscì ad accedere ai playoff per il titolo della stagione 1975.
Gioca l'ultima partita con i Saints nel novembre 1976, finendo poi nella squadra riserve, decidendo così poi nel marzo seguente di accettare l'offerta del Southport come giocatore-allenatore. Allenò i gialloneri sino alla Fourth Division 1977-1978, quando dopo il ventitreesimo posto ottenuto il club non venne rieletto per partecipare all'edizione seguente.
Chiusa l'esperienza con il Southport tornò a Southampton ove trovò impiego in un birrificio pur continuando a giocare nei campionati dilettantistici locali.

## Palmarès
- Coppa d'Inghilterra: 1

Southampton: 1975-1976